# Lamborghini Ankonian
Lamborghini Ankonian — концепт спортивной машины от «Lamborghini», более агрессивная версия суперкара Lamborghini Reventón. Её дизайн был подготовлен дизайнером Славчем Таневским, студентом Мюнхенского университета прикладных наук. Ankonian — это более экологическое авто, дружественное к окружающей среде, с уменьшенной массой и расположением двигателя посередине. Таневски моделировал свой концепт в сотрудничестве с профессионалами из «Lamborghini» и «Audi». Машина создавалась в 2012 году.

## Название
Ankonian, как и другие названия машин Lamborghini, связано с боями быков. Это вид быков с особой чёрной шерстью, поэтому и цвет автомобиля — чёрный.

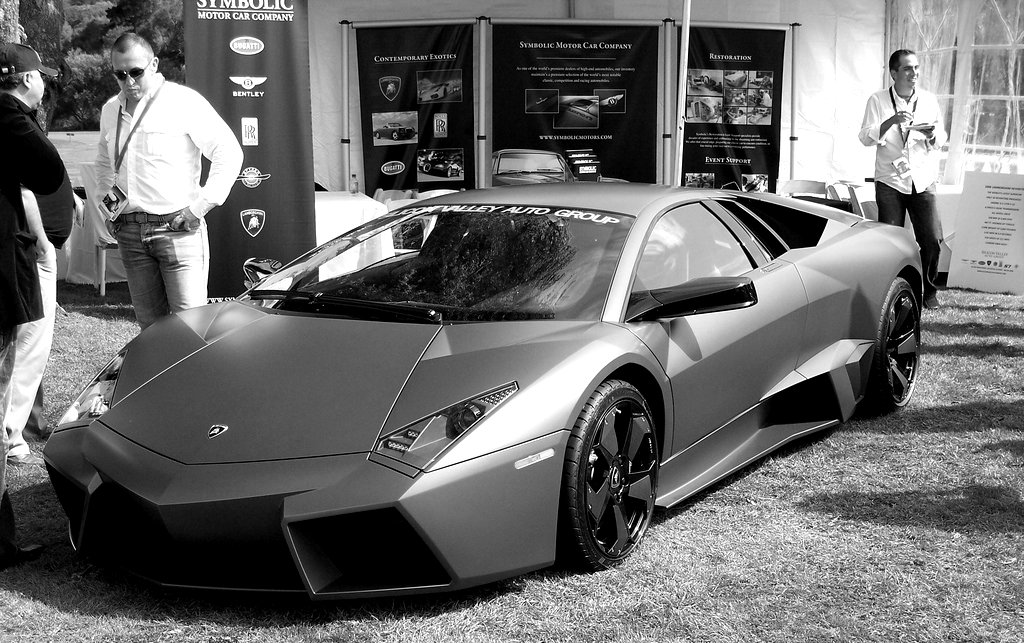
Lamborghini Reventón

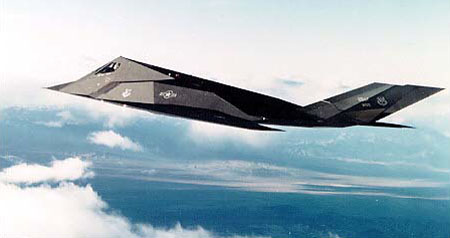
F-117 в полёте

## Внешний вид
На создание концепта Lamborghini Ankonian повлияли формы и внешний вид таких устройств как:
- Lamborghini Reventón;
- тактический ударный самолёт Lockheed F-117 Nighthawk, построенный с применением стелс-технологий;
- бэтмобиль.